# Павловка (Белопольский район)
Павловка (укр. Павлівка) — село,
Павловский сельский совет,
Белопольский район,
Сумская область,
Украина.
Код КОАТУУ — 5920686601. Население по переписи 2001 года составляло 1231 человек .
Является административным центром Павловского сельского совета, в который, кроме того, входят сёла
Волфино,
Катериновка,
Кислая Дубина,
Мелячиха,
Мирлоги,
Мылово и
Шпиль.

## Географическое положение
Село Павловка находится на берегу реки Павловка (в основном на правом),
выше по течению на расстоянии в 1 км расположено село Макеевка,
ниже по течению на расстоянии в 1 км расположено село Мылово.
Село вытянуто вдоль реки на 10 км.
Около села проходит граница с Россией.

## История
Село основано в XVII веке. В 1680 году (7188 от сотворения мира) здесь была построена Параскевская церковь.
В XIX веке село Павловка было волостным центром Павловской волости Сумского уезда Харьковской губернии. В селе было три церкви: Параскевская, Михайловская и Успенская.
В 1946 году это было два села — Павловка 1-я и немного северо-восточнее Павловка 2-я, оба центры сельсоветов.

## Экономика
- Молочно-товарная ферма.
- «Доверие-06», ООО.

## Объекты социальной сферы
- Детский сад.
- Школа.
- Больница.

## Известные люди
- Бунин И. А. — писатель, бывал в селе Павловка.
- Хилков Д. А. — князь, последователь Л. Н. Толстого, передал свою землю в собственность крестьянам.